# Епархия Кашуэйра-ду-Сула
Епархия Кашуэйра-ду-Сула (лат. Dioecesis Cachoëirensis Australis) — епархия Римско-Католической церкви с центром в городе Кашуэйра-ду-Сул, Бразилия. Епархия Кашуэйра-ду-Сула входит в митрополию Санта-Марии. Кафедральным собором епархии Кашуэйра-ду-Сула является церковь Непорочного Зачатия Пресвятой Девы Марии.

## История
17 июля 1991 года Римский папа Иоанн Павел II издал буллу «Brasilienses quidem», которой учредил епархию Кашуэйра-ду-Сула, выделив её из епархии Санта-Марии.

## Ординарии епархии
- епископ Ângelo Domingos Salvador (1991—1999);
- епископ Irineu Silvio Wilges (2000 — 28.12.2011);
- епископ Remídio José Bohn (с 28.12.2011).

## Источник
- Annuario Pontificio, Ватикан, 2007.
- Булла Brasilienses quidem  (лат.)